# Autonomie der Färöer
Das Gesetz über die Autonomie der Färöer (dänisch Hjemmestyreloven, färöisch Heimastýrislógin) wurde am 31. März 1948 vom dänischen König Frederik IX. unterzeichnet. Es sichert der kleinen nordischen Inselnation weitgehende Selbstbestimmung in allen inneren Angelegenheiten, während Außen-  und Verteidigungspolitik bei Dänemark verbleiben.
Das Autonomiegesetz wurde 2005 durch den Vertrag von Fámjin und das Übernahmegesetz um wesentliche Punkte ergänzt.

## Vorgeschichte
Historisch gesehen bildet das Autonomiegesetz einen Kompromiss in einer jahrzehntelangen Auseinandersetzung seit Beginn der Nationalbewegung mit dem Weihnachtstreffen der Färöer 1888 und dem Sprachstreit in der ersten Hälfte des 20. Jahrhunderts.
Während der britischen Besetzung der Färöer im Zweiten Weltkrieg wurde die Flagge der Färöer international anerkannt, und durch die Isolation vom „Mutterland“ Dänemark hatten die Färöer eine eigene Regierung, wenn auch unter Vorsitz des dänischen Amtmaðurs Carl Aage Hilbert.
Durch diese relative Selbständigkeit im Zweiten Weltkrieg bedingt, wuchs das kollektive Selbstbewusstsein der Färinger, und der Traum von einer staatlichen Souveränität schien greifbar. Das Nachbarland Island war seit 1918 ein souveränes Königreich in Personalunion mit Dänemark, erklärte sich jedoch am 17. Juni 1944 zur Republik. Für eine analoge Entwicklung auf den Färöern fehlte allerdings eine überzeugende Mehrheit, wie die färöische Verfassungskrise mit dem Debakel der Volksabstimmung zeigte.
„Debakel“ ist hier zweideutig zu verstehen, denn einerseits war eine Mehrheit des Løgtings für einen weiteren Verbleib im Königreich, und andererseits entschied sich eine knappe Mehrheit der Bevölkerung dagegen – war also in dieser Frage nicht mehr durch die eigenen Parteien entsprechend vertreten. Eine Folge in diesem politischen Vakuum war die Formierung des republikanischen Tjóðveldisflokkurin mit breiter Unterstützung der jungen Intellektuellen und der Arbeiterschaft.
Nach der Volksabstimmung wurde das Løgting vom dänischen König aufgelöst, und es kam zu langwierigen Verhandlungen zwischen den Färöern und Dänemark. Letztlich ist das Autonomiegesetz eine abgewandelte Form des Regierungsvorschlages, über den damals abgestimmt wurde, d. h. den Verbleib der Färöer im Königreich.

## Inhalt
Wesentliche Punkte des Autonomiegesetzes sind:
- Die Färöer werden als eine Nation innerhalb des Königreichs Dänemark anerkannt, die sich selbst verwaltet.
- Eine A- und eine B-Liste regelt die Kompetenzen der neu eingerichteten Landesregierung der Färöer. A-Angelegenheiten sind in voller Zuständigkeit der Färöer, während B-Angelegenheiten mit der dänischen Regierung abgestimmt werden müssen. Das oben genannte Übernahmegesetz weitete diese Regelung zugunsten der Färöer aus, sodass heute nicht mehr gefragt werden muss, wenn die Färöer Kompetenzen übernehmen wollen.
- Das frei gewählte Løgting hat gesetzgebende Kraft, und der Løgmaður (Regierungschef) muss diese Gesetze ratifizieren.
- Außen- und Verteidigungspolitik verbleiben bei Dänemark (mit der Fámjin-Akte 2005 wurde dies erheblich zugunsten der Färöer geändert).
- Jeder Reichsbürger auf den Färöern gilt als Angehöriger einer eigenen färöischen Nationalität (Ethnie, Volkszugehörigkeit), die entsprechend im (dänischen) Pass vermerkt wird. Staatsbürgerschaft ist also dänisch, Nationalität färöisch.
- Die färöische Sprache ist Hauptsprache in allen Bereichen, Dänisch muss aber in der Schule so vermittelt werden, dass jeder Färinger es gut beherrscht (ab der 3. Klasse bis zum Abschluss).
- Die Flagge der Färöer wird anerkannt. Sie darf von jedermann geführt werden, und jedes Schiff, das auf den Färöern registriert ist, muss diese Flagge führen. Andererseits führen die dänischen Autoritäten den Dannebrog, ebenso deren Schiffe. Es ist den Bürgern der Färöer freigestellt, selbst den Dannebrog zu hissen (was praktisch nicht vorkommt).
- Die Färöer wählen zwei Abgeordnete ins dänische Folketing.
- Das Amt des Gouverneurs (Amtmaður) wird abgeschafft. Stattdessen heißt der dänische Regierungsvertreter in Tórshavn Reichsombudsmann.

Das Gesetz trat einen Tag nach seiner Unterzeichnung am 1. April 1948 in Kraft.

## Konsequenzen
Praktische Konsequenzen zeigten sich seitdem in vielen Bereichen. Die Färöer weiteten ihre Hoheitsgewässer auf 200 Seemeilen aus und übernahmen die Verfügungsgewalt über ihre Bodenschätze (Erdöl vermutet, aber bisher nicht erschlossen). Auch verweigerten die Färöer den Beitritt in die EU.
Viele Färinger kritisieren jedoch bis heute, dass sie niemals über das Grundgesetz Dänemarks abstimmen durften. Diese Frage steht ebenso im Raum wie die, auf welche Weise die volle staatliche Souveränität erlangt werden soll – sei es als Staat in Personalunion mit der dänischen Krone (Reichsunion) oder als Republik wie Island (Loslösung). Wenig Zweifel gibt es im färöischen Volk, dass eine Souveränität erstrebenswert ist. Die Frage ist nur, wie, und daran scheiden sich die Geister, sodass sich das färöische Parteienspektrum nicht nur nach links und rechts auffächert, sondern auch von unionistisch (Sambandsflokkurin) bis republikanisch (Tjóðveldisflokkurin).
Seit 2005 bilden die Färöer eine Wirtschaftsunion mit Island. Eine politische Union (möglicherweise zusammen mit Grönland) steht derzeit aber nicht auf der Tagesordnung.

### Argumente für die Reichsunion
Die Anhänger der Reichsunion führen in der Regel folgende Argumente ins Feld:
- die historische Verbundenheit mit Dänemark und seiner Monarchie,
- die wirtschaftlichen Vorteile und Berufschancen im Königreich,
- die Unmöglichkeit, wegen der geringen Bevölkerungszahl der Färöer einen eigenen diplomatischen Apparat aufzubauen.

### Argumente für die Loslösung
Loslösung von Dänemark wird oft mit folgenden Argumenten begründet:
- Das Selbstbestimmungsrecht der Völker gilt auch für die Färöer (und ist im Autonomiegesetz schon angedeutet).
- Die Färöer müssen auf dänische Zuschüsse verzichten können, um sich wirtschaftlich selbst zu behaupten.
- Eine staatliche Souveränität würde die Färöer in der Völkerfamilie bekannter machen und somit die Wirtschaft (z. B. durch Fremdenverkehr und Kulturvermittlung) ankurbeln.